# Willem Bette
Willem Bette (kasteel van Lede, circa 1600 - Duinkerke, 23 juni 1658), was een Zuid-Nederlands militair in Spaanse dienst tijdens de eindfase van de Tachtigjarige Oorlog en in de periode daarna. Hij was onder meer ridder van de Orde van het Gulden Vlies, ridder in de Orde van Sint-Jacob en commandeur van Biezma.

## Biografische schets
Willem Bette, markies van Lede, baron van Péronne, heer van Impe, Hofstade, Essegem, Ekeren-Muisbroek, Hollebeke, Angreau, Autreppe, Croix, Gosette en Claireau, stamde uit de voorname Gentse familie Bette. Hij was de zoon van Jan Bette van Lede en Johanna van Bergen, die op 26 maart 1598 in het huwelijk waren getreden. Het exacte geboortejaar van Willem is niet bekend. Op 24 januari 1633 huwde hij Anna-Maria van Horne (1600-1655), dochter van Gerard van Horne en Honorine van Wittem. Het echtpaar kreeg vijf kinderen. Jean-François Bette (1672-1725), derde markies van Lede en eveneens militair in dienst van de Spaanse kroon (met de eretitel "grande"), was een kleinzoon van Willem Bette en Anna-Maria van Horne.

### Militaire loopbaan
Willem was hoogbaljuw van Gent en stond bekend als een groot veldheer. Hij was onder meer luitenant-kolonel in dienst van de Spaanse koning, bevelhebber van de artillerietroepen in het hertogdom Luxemburg en opper-bevelhebber van de Spaanse krijgsvloot. In 1632, tijdens het Beleg van Maastricht, was hij waarnemend gouverneur van Maastricht en moest hij als commandant van de vesting deze overgeven aan Frederik Hendrik van Oranje. Desondanks eerde koning Filips IV van Spanje hem op 3 augustus 1633 met de titel markies, waarmee Lede een markiezaat werd. Een jaar later werd hij opgenomen in de Spaanse ridderorde van Sint-Jacob van het Zwaard.
Van 1635 tot 1640 was hij gouverneur van het hertogdom Limburg en de landen van Overmaas. In 1636 veroverde hij het land van Valkenburg. Van 1640 tot 1646 was hij stadhouder van Opper-Gelre. Later werd hij superintendant van de havens van Vlaanderen. In 1646 was hij betrokken bij de verdediging van de stad Duinkerke, die op dat moment werd belegerd door koning Lodewijk XIV van Frankrijk. Daarbij gaf Willem Bette het bevel om de polder De Moeren onder water te zetten. Later werd Duinkerke weer door de Spanjaarden heroverd en in 1658 opnieuw door de Franse ingenomen. Bij deze Slag bij Duinkerke op 14 juni 1658 raakte de markies van Lede zwaar gewond. Enkele dagen later, op 23 juni, overleed hij aan zijn verwondingen.

## Nalatenschap
- Het kasteel van Lede, meestal aangeduid als Kasteel van Mesen, werd in 1749 herbouwd door Emanuel Bette, vierde en laatste markies van Lede. Van dit kasteel resteert slecht een ruïne.[2]
- Bij testament van 15 juni 1657 schonk Willem Bette de Sint-Martinuskerk van Lede een grote som geld waarmee in 1661 het nog bestaande, barokke hoofdaltaar werd opgericht.
- In datzelfde Lede is een reuzengilde actief dat sinds 1950 beschikt over een ca. 4 meter lange stadsreus die naar Willem Bette, de eerste markies van Lede, gevormd is. Sinds 1952 wordt hij op folkloristische reuzenfeesten in binnen- en buitenland vergezeld door zijn echtgenote, de markiezin Anna-Maria van Horne.[3]
- In de Maastrichtse wijk Wittevrouwenveld is de Markies de Ledestraat genoemd naar Willem Bette, de kortstondige gouverneur van Maastricht.

- Biografisch Portaal: 03365156
- Gemeinsame Normdatei: 1014010500
- International Standard Name Identifier: 0000 0003 8197 5098
- Library of Congress Control Number: n85252329
- Nationale Bibliotheek van Israël: 987007597879105171
- Virtual International Authority File: 262634730
- WorldCat: E39PBJcrf4jMgYq7DJTTwrxbh3